# Kraenzlinella phrynoglossa
Kraenzlinella phrynoglossa är en orkidéart som först beskrevs av Carlyle August Luer och Alexander Charles Hirtz, och fick sitt nu gällande namn av Carlyle August Luer. Kraenzlinella phrynoglossa ingår i släktet Kraenzlinella och familjen orkidéer. Inga underarter finns listade i Catalogue of Life.